# Phantasy Star Online
Phantasy Star Online (PSO), är ett dator- och TV-spel i serien Phantasy Star. Det skiljer sig från de tidigare spelen i serien genom att striderna utförs i realtid istället för i ett turbaserat läge och genom att spelet i första hand är anpassat för att spelas online tillsammans med andra spelare. PSO gjordes ursprungligen till Segas Dreamcast men porterades till Windows (den versionen såldes dock endast i Asien). Phantasy Star Online: Episode I & II släpptes senare till Xbox och GameCube, medan Phantasy Star Online Episode III: C.A.R.D. Revolution enbart släpptes till GameCube.
Xbox-versionen porterades till PC under namnet Phantasy Star Online: Blue Burst under 2004 (dock enbart i Japan; den amerikanska och europeiska premiären skedde först ett år senare). Nyheter för den versionen var flera nya objekt och funktioner från Episode IV.

## Episode I

### Handling
Din hemplanet hotas av undergång, vilket leder till att ett antal nybyggare skickas iväg till planeten Ragol för att avgöra om planeten är lämplig för bebyggelse. En koloni startas och då inget ovanligt händer skickas ett meddelande tillbaka till hemplaneten, med löften om en trygg värld att leva i.
När nästa rymdskepp kommer till Ragol sju år senare sker en explosion på planeten; Hunters skickas ner till planeten för att samla information om vad som hänt. Vid denna tidpunkt kommer spelaren in i spelet, som en av dem som utför uppdragen. Snart inser personerna på planeten att något inte stämmer.

### Områden
Det finns 4 olika typer av områden på Ragol; skog, grottor, gruvor och ruiner. På varje område finns motståndare med olika utseende. Motståndarnas attacker, snabbhet och liv kan dock variera kraftigt beroende på den valda svårighetsgraden. 

## Handling (Episode II)
Heathcliff Flowen är en känd Hunter som har försvunnit. Spelarens uppdrag är hitta denna Flowen, vilket genomförs genom två virtuella banor ("VR Temple" och "VR Spaceship"). Efter att ha genomfört dessa två banor kommer spelaren till något som kallas "Central Control Area", där nästa uppdrag väntar. Något har upptäckts på ön Gal da Val, där Flowen tros befinna sig. Väl där visar det sig existera en underjordisk fabrik under Gal da Val, som kallas "Seabed".